# Grand Inga
Grand Inga – planowana elektrownia wodna na kataraktach Inga na rzece Kongo na terenie Demokratycznej Republiki Konga. Jej budowę, mającą trwać 20 lat i kosztować 100 mld dolarów, zatwierdzono w 2010 r. Elektrownia ma generować moc 39 GW, większą o ponad 70% od mocy największej istniejącej elektrowni wodnej (stan na rok 2015) – Tamy Trzech Przełomów.